# San Joaquín (Carabobo)
San Joaquín is een gemeente in de Venezolaanse staat Carabobo. De gemeente telt 72.500 inwoners. De hoofdplaats is San Joaquín.